# Monte Bellevue
Monte Bellevue (en francés: Mont Bellevue) es un pico que se eleva a 333 metros. Está situado en un parque público localizado en el municipio de Mont-Bellevue en Sherbrooke, en Quebec al este de Canadá. El parque cuenta con dos picos de montaña (Mont Bellevue y Mont-John S.-Bourque) 200 hectáreas de terreno, y 30 kilómetros de senderos, varios tipos diferentes de ecosistemas y una biodiversidad extraordinaria. Con 20% de la tierra total de los parques del sector, es el parque más grande de Sherbrooke. En invierno, está disponible para el esquí alpino, esquí de fondo, raquetas de nieve, senderismo, y tubo interior. En verano, los visitantes pueden participar en caminatas, montar bicicleta de montaña, tiro con arco, tenis y jogging.